# جامعة كوفنتري

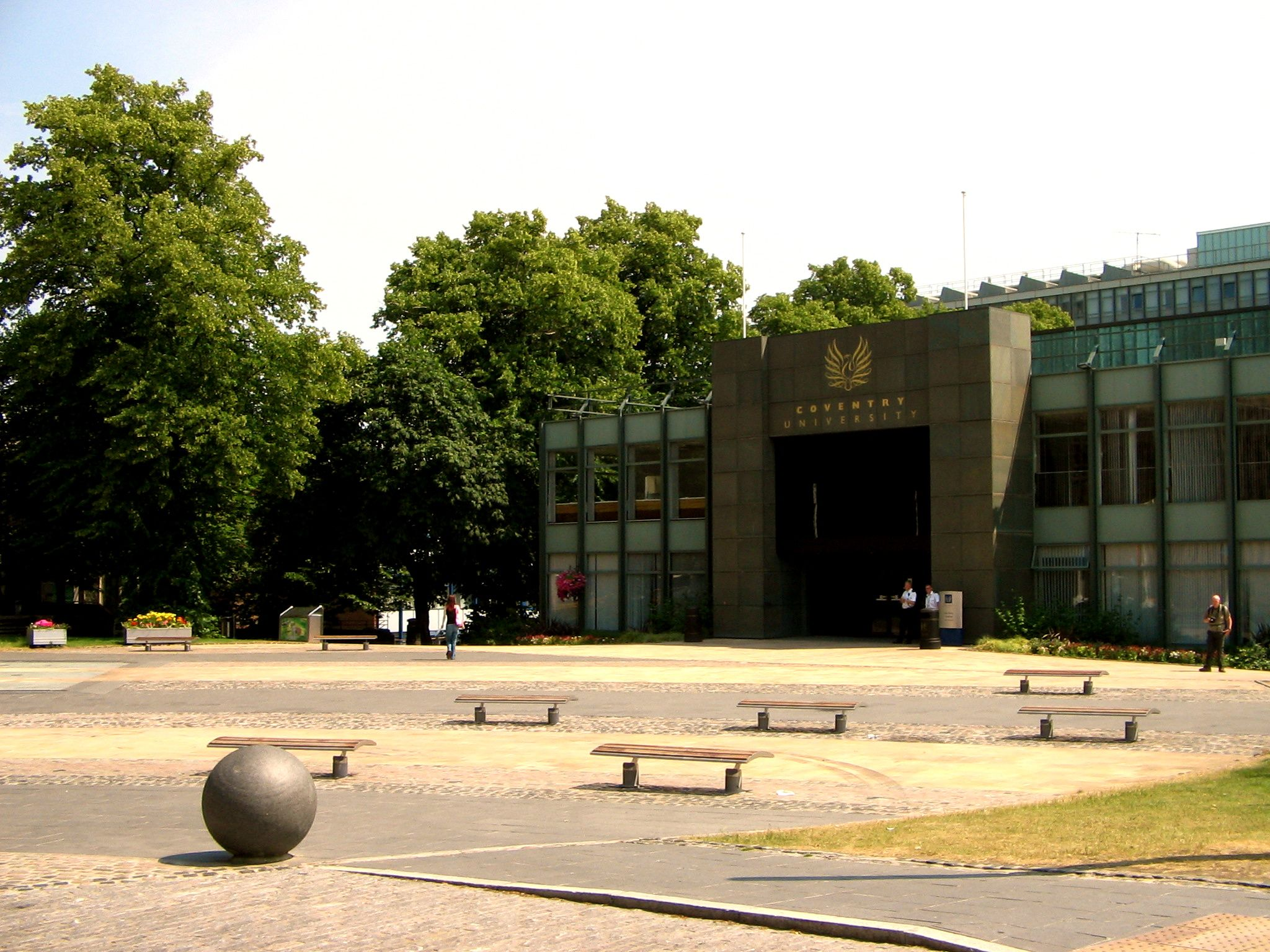
مبنى التسجيل

جامعة كوفنتري (بالإنجليزية: Coventry University)‏ هي جامعة بحثية عامة بريطانية تقع في مدينة كوفنتري وسط إنجلترا. بدأت عملها كجامعة بريطانية عام 1992 م حيث تغير اسمها من كوفنتري بولينكنك إلى جامعة كوفنتري. جذور الجامعة تمتد إلى عام 1843 م حيث كانت تعرف باسم كلية كوفنتري للتصميم.
يدرس فيها نحو 29,000 طالب جامعي وحوالي 6,000 طالب دراسات عليا في عام 2019. تعد كوفنتري أكبر الجامعتين في المدينة، والأخرى هي جامعة ورويك. كما تُعد الجامعة الأسرع نموًا في المملكة المتحدة وسادس أكبر جامعة في البلاد بشكل عام، وهي رابع أكبر جامعة خارج لندن.
لديها حرمين جامعيين رئيسيين: أحدهما في وسط كوفنتري حيث تقع غالبية عملياته، والآخر في وسط لندن يركز على دورات الأعمال والإدارة. تحكم كوفنتري أيضًا مؤسسات التعليم العالي الأخرى في كوفنتري وسكاربورو ولندن، وكلها تسوق نفسها على أنها «بديل للتعليم العالي السائد».
تدير كلياتها الأربع، التي تتكون من مدارس وأقسام، حوالي 300 دورة جامعية ودراسات عليا. يوجد في الجامعة 11 مركزًا بحثيًا متخصصًا في مجالات مختلفة، من النقل إلى دراسات السلام. في عام 2017، حصلت الجامعة على الميدالية الذهبية في إطار التميز التعليمي. كوفنتري عضو في مجموعة تحالف الجامعات.

## التقسيمات
تنقسم جامعة كوفنتري إلى 3 كليات رئيسية ومدرستين ومركز أبحاث هي:
- كلية التجارة والبيئة والاجتماع.
- كلية الهندسة وعلوم الحاسوب.
- كلية الصحة وعلوم الحياة.
- مدرسة الفن والتصميم.
- مدرسة التربية طويلة الأمد.
- مركز الدراسات العليا والتطوير.
- مدرسة إدارة الأعمال.

## حرم الجامعة

### حرم كوفنتري

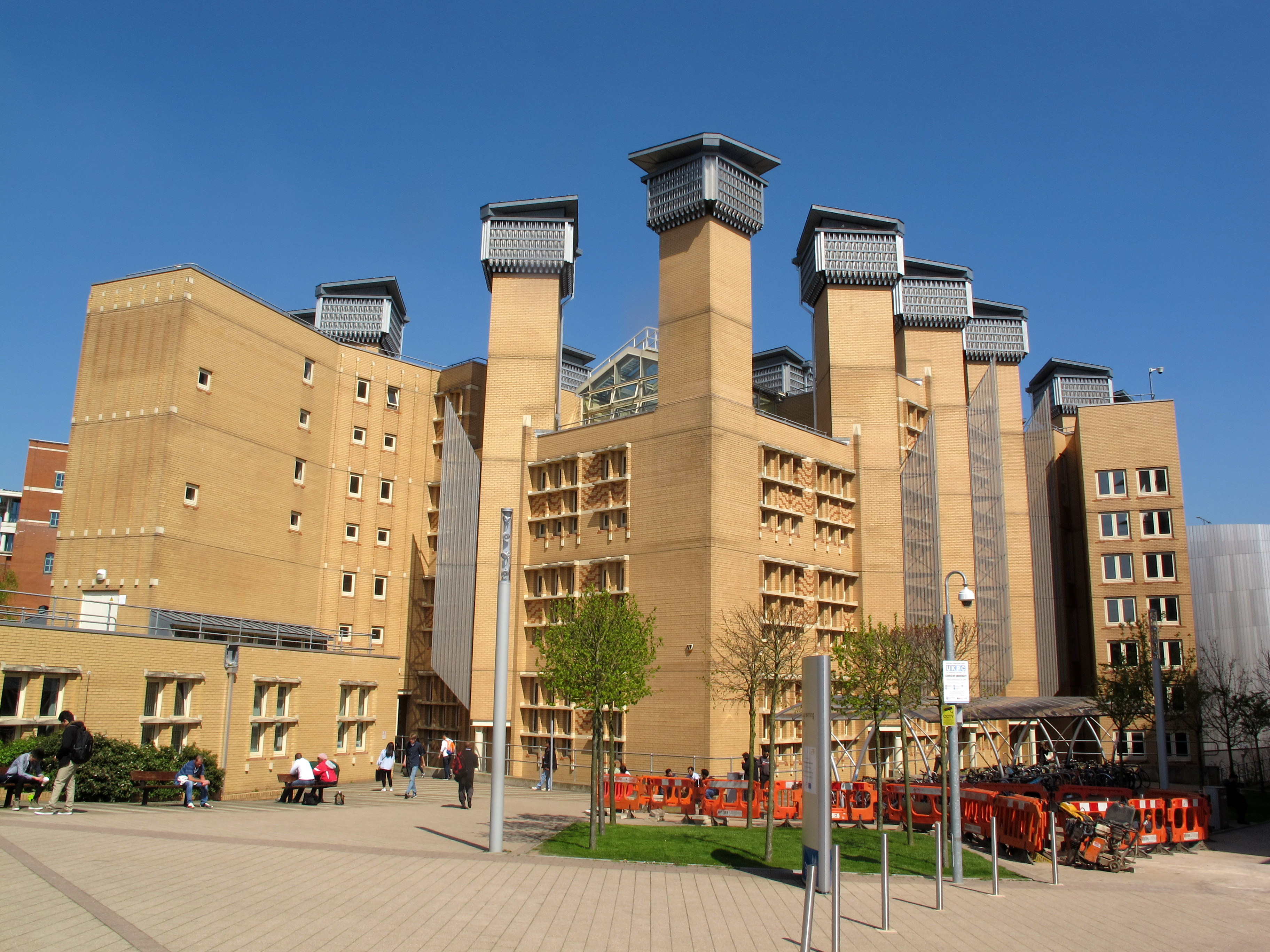
مبنى فريدريك لانشستر، مكتبة الجامعة (المعروفة أيضًا باسم "مكتبة لانشيستر")

تبلغ مساحة حرم كوفنتري حاليًا حوالي 33 أكر (130,000 م2). يحد الحرم الجامعي في كوفنتري كاتدرائية كوفنتري ومعرض ومتحف هربرت للفنون. كما يتضمن مزيجًا من المباني الجديدة، والمباني المحولة، وتلك الموروثة من المؤسسات السابقة.
يُعد مبنى The Hub محور الحرم الجامعي، وهو مبنى حائز على جوائز تم افتتاحه في أغسطس 2011، وفيه مقر اتحاد طلاب جامعة كوفنتري الذي يقدم خدمات دعم الطلاب، وملهى ليلي، وقاعة طعام
في سبتمبر 2012، بمبلغ 55 مليون جنيهًا إسترلينيًا جديدًا تم افتتاح مبنى هندسي، مع مرافق مثل مهبط طائرات. يمثل افتتاح المباني المرحلة الأولى من خطة بقيمة 160 مليون جنيهًا إسترلينيًا لإعادة تطوير الحرم الجامعي على مراحل على مدى 15 عامًا.
افتتحت في عام 2000، مكتبة بتكلفة 20 مليون جنيهًا إسترلينيًا لكوفنتري وتقع في ضواحي الحرم الجامعي، وتم افتتاحها رسميًا من قبل الأميرة آن في سبتمبر 2001 وتحتوي على أكثر من 2,000 مطبوعة دورية و 350,000 دراسة وأكثر من 6,000 شريط فيديو وشريط صوتي وأفلام. تتميز المكتبة بواجهة خارجية مميزة وقد فازت بجوائز لتصميمها الداخلي الذي يتميز بنظام توزيع الضوء لتحقيق أقصى استفادة من الضوء الطبيعي في جميع أنحاء المبنى.

يوجد مبنيين قديمين تم تحويلهما في الحرم الجامعي إلى مباني كليات. الأول كان مصنع سابق لمحركات السيارات في عام 1910 ويقع بجوار مكتبة الجامعة ويضم الآن كلية كوفنتري للأعمال، وهناك مبنى سينما تم بناؤها في عام 1880 وهي مقر لكلية الإعلام والفنون المسرحية.

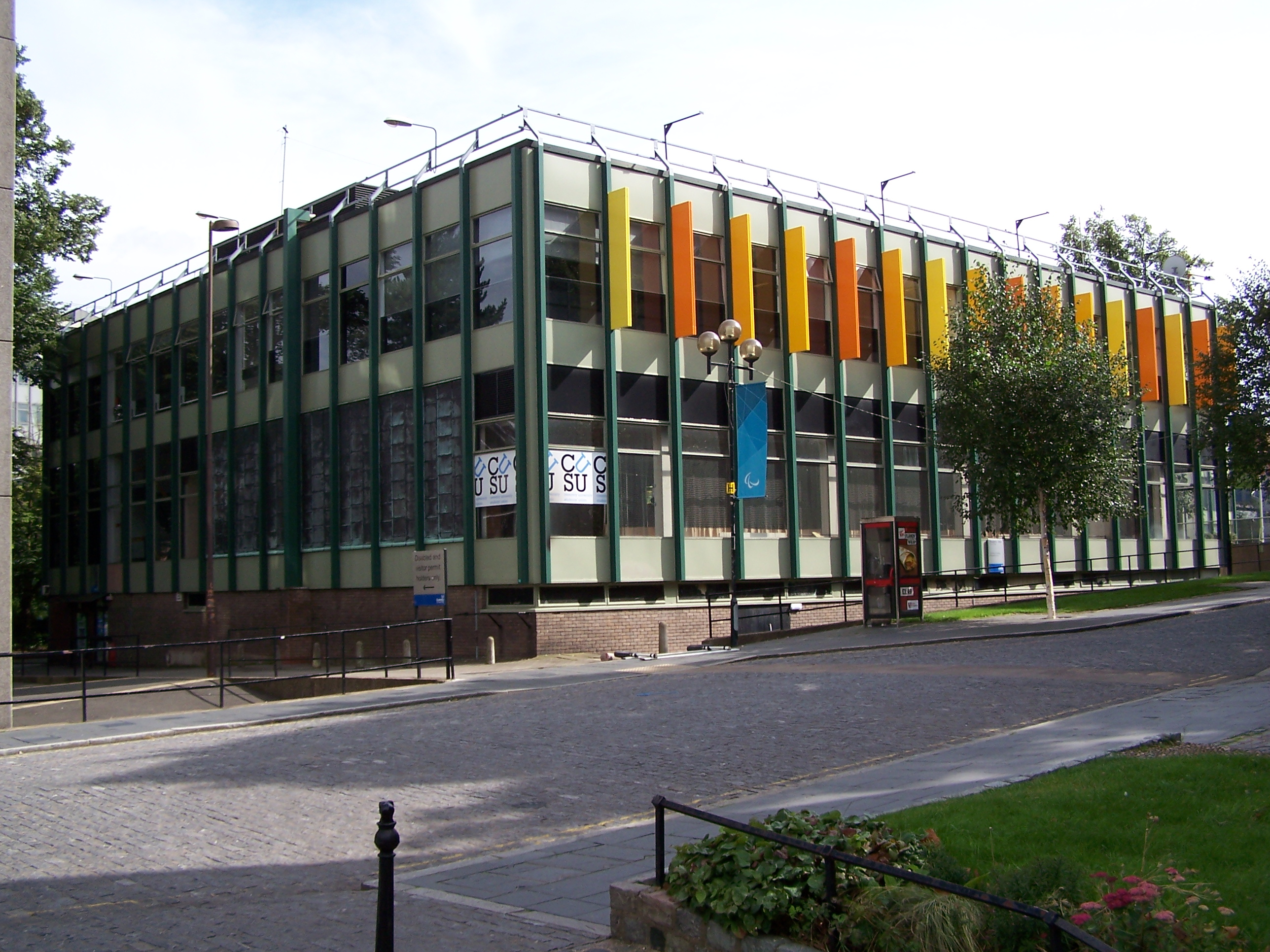
مبنى الدير، ويستخدم للدورات التمهيدية
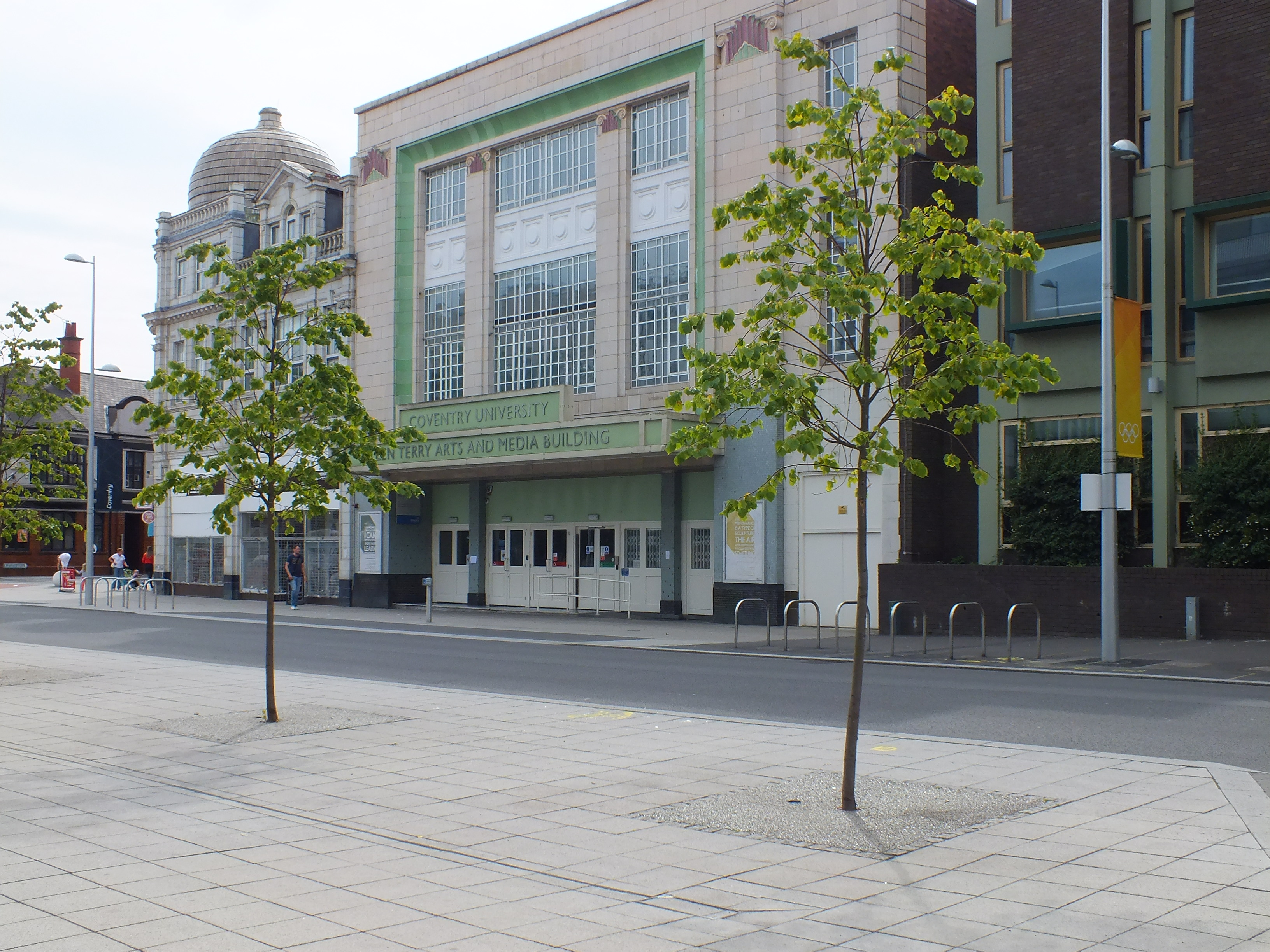
مبنى إلين تيري، هو سينما سابقة تعود إلى القرن العشرين وتم تجديدها في عام 2000
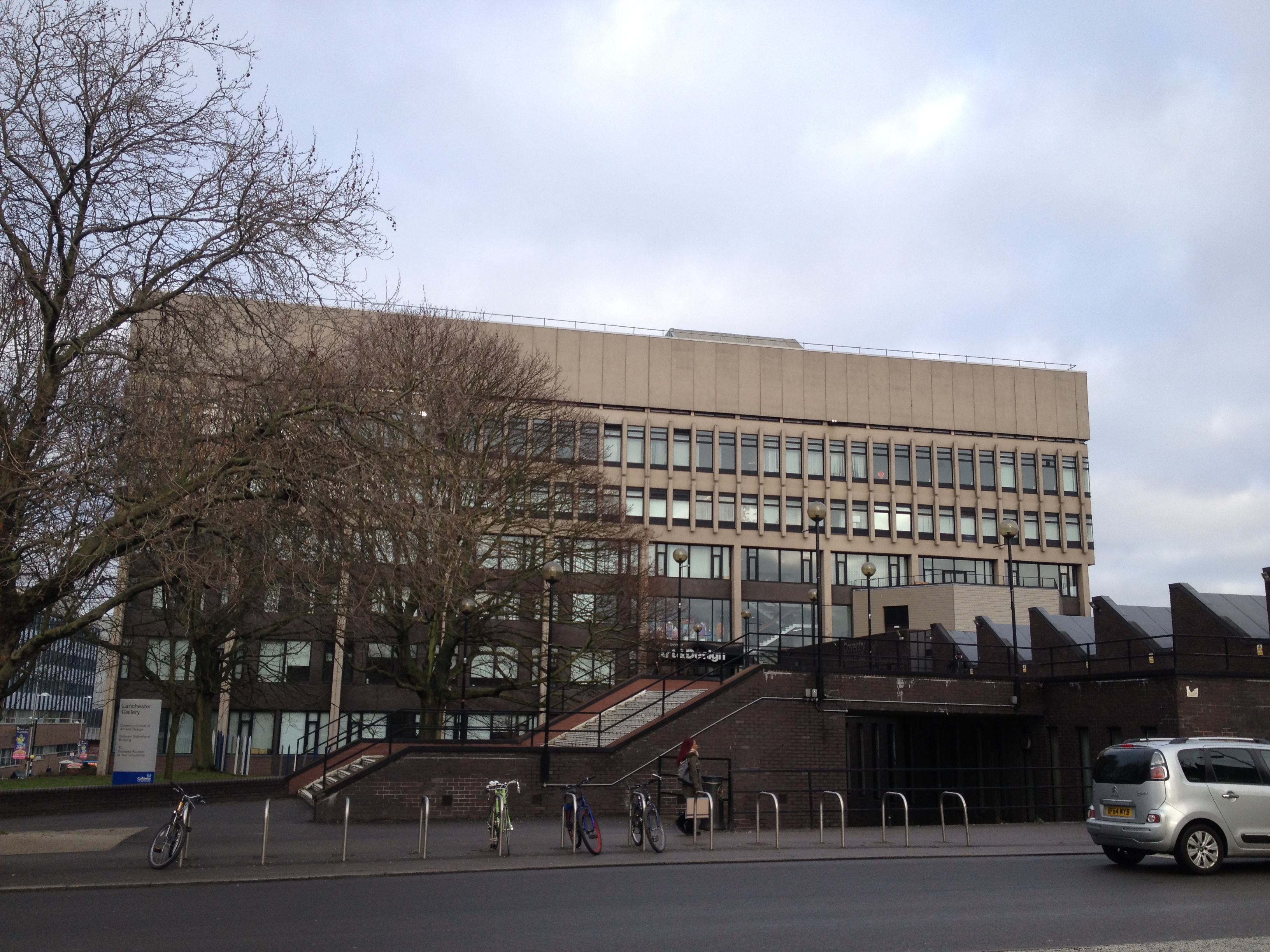
مبنى جراهام ساذرلاند هو المبنى الرئيسي لكلية الفنون والتصميم

### فرع كونفتري
تأسس فرع كوفنتري من جامعة كوفنتري في عام 2012، يقدم الفرع دورات مهنية بدوام كامل وبدوام جزئي مثل المحاسبة والدراسات القانونية والتسويق. يُعد الفرع مستقل عن الجامعة بموظفيه ومرافقه، على الرغم من أن برامجه معتمدة ومنحه من قبل الجامعة.

### فرع لندن
تم إنشاء الفرع كحرم جامعي جديد في عام 2017، حيث يقدم مجموعة من الدورات بدوام كامل وبدوام جزئي في داجينهام، شرق لندن. يقع الحرم الجامعي في مركز داجنهام سيفيك السابق، ويركز على تعليم «عالي الجودة ومنخفض التكلفة ويركز على الحياة المهنية»، وهو منظم بشكل مرن ليلائم حياة الطلاب. قدم الفرع أكثر من 95,000 جنيه إسترليني على شكل منح دراسية للطلاب والمدارس المحلية لجعل التعليم العالي أكثر سهولة.
منذ نوفمبر 2020، يعمل الفرع أيضًا من حرم جامعي جديد في شبه جزيرة غرينتش. تم إعداد هذا لتلبية احتياجات طلاب مدرسة غرينتش للإدارة السابقة، بعد إغلاقها، بالإضافة إلى الملتحقين الجدد.

### فرع سكاربورو
افتتحت الجامعة فرعًا جديدًا في سكاربورو، شمال يوركشاير في عام 2016، ضمن مشروع تطوير للمنطقة بقيمة 45 مليون جنيهًا إسترلينيًا، ساهمت الجامعة بمبلغ 12 مليون جنيهًا إسترلينيًا في المشروع. يقدم الفرع دورات في القانون والعلوم والهندسة. كما يشتمل الموقع أيضًا على قرية رياضية وترفيهية جديدة وكلية تقنية جامعية لمن تتراوح أعمارهم بين 14 و 18 عامًا.

### جامعة كوفنتري بلندن
تم افتتاح حرم جامعة كوفنتري في لندن في عام 2010 كجزء من اتجاه يراه عدد من الجامعات البريطانية المختلفة، حيث تم إنشاء حرم جامعي في لندن بهيئة طلابية يغلب عليها الطابع الدولي لبناء سمعة الجامعات الدولية.

### جامعة كوفنتري فروتسواف
هو حرم جامعي تم افتتاحه في سبتمبر 2020، ويقدم دورات تدرس باللغة الإنجليزية، بما في ذلك تكنولوجيا المعلومات والأمن السيبراني والأعمال والهندسة والضيافة والسياحة. تخطط الجامعة لقبول 160 طالبًا في السنة الأولى. تُعد أول جامعة أجنبية في بولندا وستقدم برامج تبادل الطلاب مع حرم جامعة كوفنتري بالمملكة المتحدة.

## الهيكل والتنظيم
يرأس جامعة كوفنتري رسميًا المستشار، وهو دور شرفي إلى حد كبير، وتترأس الجامعة حاليًا مارغريت كاسيلي هايفورد. يتم دعم المستشار من قبل ستة من المؤيدين للمستشار ويتم تعيينه من قبل مجلس محافظي الجامعة. مدة كل من المستشار والمستشار المؤيد خمس سنوات. يقود الجامعة على أساس يومي نائب رئيس الجامعة، الذي يدعمه أربعة نواب رئيس وثلاثة نواب المستشار.
جامعة كوفنتري عضو في مجموعة مهمة تحالف الجامعات، والتي كان لاثام رئيسًا لها سابقًا.

### الكليات والمدارس
كوفنتري مقسمة إلى أربع كليات، كل منها مقسمة إلى مدارس مختلفة:
| كلية الآداب والعلوم الإنسانية - التصميم والفنون المرئية، الآن جزء من مدرسة كوفنتري للفنون والتصميم - كلية العلوم الإنسانية - قسم الإعلام بجامعة كوفنتري الآن جزء من كلية الإعلام والفنون المسرحية - أصبحت الفنون المسرحية الآن جزءًا من مدرسة الإعلام والفنون المسرحية - التصميم الصناعي، أصبح الآن جزءًا من مدرسة كوفنتري للفنون والتصميم كلية الأعمال والقانون - كلية إدارة الأعمال بجامعة كوفنتري - كلية الحقوق بكوفنتري | كلية الهندسة والبيئة والحوسبة - الحوسبة - الهندسة المدنية والعمارة والبناء - الجغرافيا والبيئة وإدارة الكوارث - الرياضيات والفيزياء - الهندسة الميكانيكية والسيارات والتصنيع - هندسة الطيران والكهرباء والإلكترونيات كلية الصحة وعلوم الحياة - الجزيئات الحيوية وعلوم الرياضة - علوم الغذاء والتغذية - المهن الصحية - التمريض والدراسات الصحية - علم النفس والعلوم السلوكية - الدراسات الاجتماعية والعلاجية والمجتمعية |

### الوضع المالي
في السنة المالية المنتهية في 31 يوليو 2013، بلغ إجمالي دخل جامعة كوفنتري 220.43 مليون جنيهًا إسترلينيًا ونفقات إجمالية قدرها 199.71 مليون جنيه إسترليني. وشملت مصادر الدخل الرئيسية 136.53 مليون جنيه إسترليني من الرسوم الدراسية والعقود، 45.18 مليون جنيه إسترليني من منح هيئة التمويل، 8.82 مليون جنيه إسترليني في المنح والعقود البحثية، 1.96 مليون جنيه إسترليني من دخل الاستثمار والهبات، و 27.92 مليون جنيه إسترليني من دخل آخر.
جامعة كوفنتري هي مؤسسة خيرية معفاة من الضرائب بموجب قانون الجمعيات الخيرية لعام 1960. تقوم الجامعة بالأنشطة التجارية بواسطة ست شركات تابعة ومملوكة لها. تُعرف هذه الشركات التابعة معًا باسم مجموعة شركات جامعة كوفنتري.

## الملف الأكاديمي

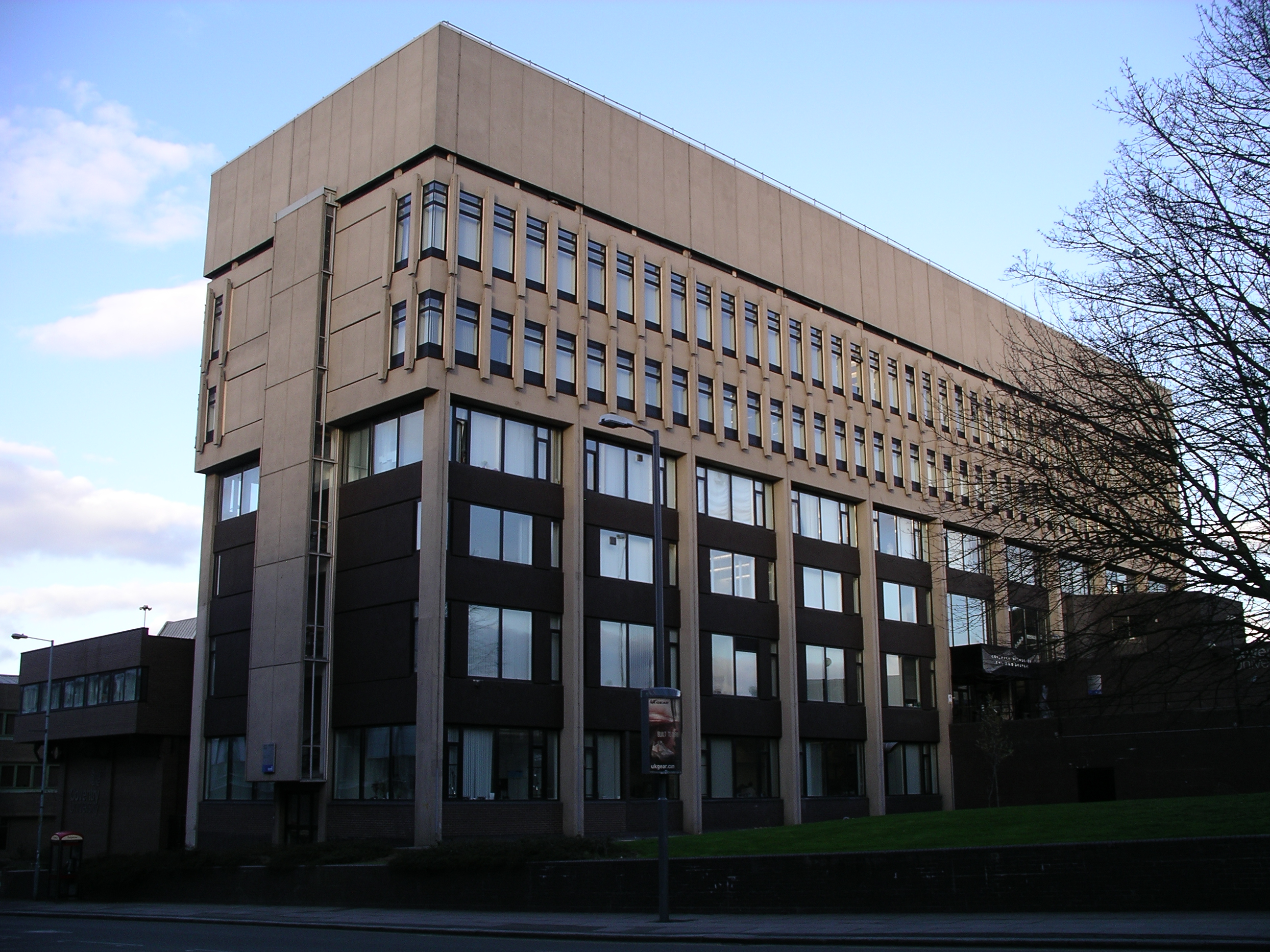
تم بناء مبنى جراهام ساذرلاند في عام 1959 وتستخدمه كلية الفنون والتصميم بالجامعة

تقدم كوفنتري أكثر من 130 درجة جامعية و 100 درجة دراسات عليا عبر كلياتها الأربع، بالإضافة إلى مؤهلات مثل الدرجات التأسيسية والدبلومات الوطنية العليا. لقد أدخلت تدريس إدارة الكوارث على المستوى الجامعي (أول دورة من نوعها في المملكة المتحدة) بالإضافة إلى التخاطر والصحافة الصحية على مستوى الدراسات العليا.
كان عدد الجسم الطلابي بالجامعة في السنة الدراسية 2014/15 مكون من 34,985 طالبًا: 29,005 طالبًا جامعيًا و 5,980 دراسات عليا. شكل الطلاب غير المتفرغين في السنة الدراسية 2013-2014 حوالي 15% من الطلاب الجامعيين و 39% من طلاب الدراسات العليا. معدل التسرب لطلاب السنة الأولى الجامعية هو 8.9% والقبول الجامعيين من المدارس الحكومية هو 97٪. توظف الجامعة أكثر من 1800 من أعضاء هيئة التدريس وهي رابع أكبر صاحب عمل في كوفنتري.

### الترتيب
على الصعيد الوطني، تم تصنيف كوفنتري في المرتبة 13 من قبل جداول دوري جامعة الجارديان 2019، والمرتبة 44 من قبل ذا تايمز. على الصعيد الدولي، تم تصنيف كوفنتري ضمن أفضل جامعات 531-540 في العالم حسب تصنيفات جامعة كيو إس العالمية لعام 2020.
تتضمن نقاط القوة الموضوعية في تصنيفات دليل الجامعة الكامل لعام 2020 علوم الغذاء (السابع)، الضيافة، الترفيه، الاستجمام والسياحة (13) والدراما والرقص والسينمائي (20).
وفق تصنيفات ذا جاردنز لعام 2015، حلت الهندسة المعمارية في (المرتبة 16)، تخطيط المباني والمدن والبلد (المرتبة السابعة)، التصميم والحرف (المرتبة 15)، الدراما والرقص (التاسع عشر)، الهندسة الميكانيكية (المرتبة 19)، إنتاج الأفلام والتصوير الفوتوغرافي (المركز الأول)، الضيافة وإدارة الأحداث والسياحة (المرتبة الخامسة)، الرياضيات (التاسع عشر)، دراسات الإعلام والأفلام (المرتبة الثانية عشرة)، التمريض والقبالة (9) والخدمة الاجتماعية (10).
احتل دوري رابطة الناس والكوكب الأخضر 2013، وهو تصنيف بريطاني يعتمد على الأداء البيئي والأخلاقي، كوفنتري في المرتبة 43، وحصل على تصنيف «الدرجة الأولى». وفقًا لمسح الطلاب الوطني لعام 2013، كان 90% من طلاب جامعة كوفنتري راضين عن مسارهم الدراسي.
في عام 2017، حصلت الجامعة على الميدالية الذهبية في إطار التميز التعليمي الحكومي.

## الحياة الطلابية
تقيم الجامعة معرضًا سنويًا للدرجات العلمية يعرض التصاميم والعروض المفاهيمية لطلاب السنة النهائية الجامعيين في مدرسة كوفنتري للفنون والتصميم.

### الإقامة
يتم توفير السكن للطلاب من قبل الجامعة والشركات الخاصة. تمتلك كوفنتري أربعة مرافق للسكن وهي: بريوري هول، كوادرانت هول، سينجر هول و 72 إيه مارغريت رود، بالإضافة إلى عدة منازل حول كوفنتري، معظمها في منطقة إيرلسدون. كما تدير أربعة مرافق: أبولو هاوس، ليندن هاوس، رادفورد رود وبيلار بوكس، وهذه الأخيرة مخصصة حصريًا لطلاب الدراسات العليا.

### اتحاد الطلبة

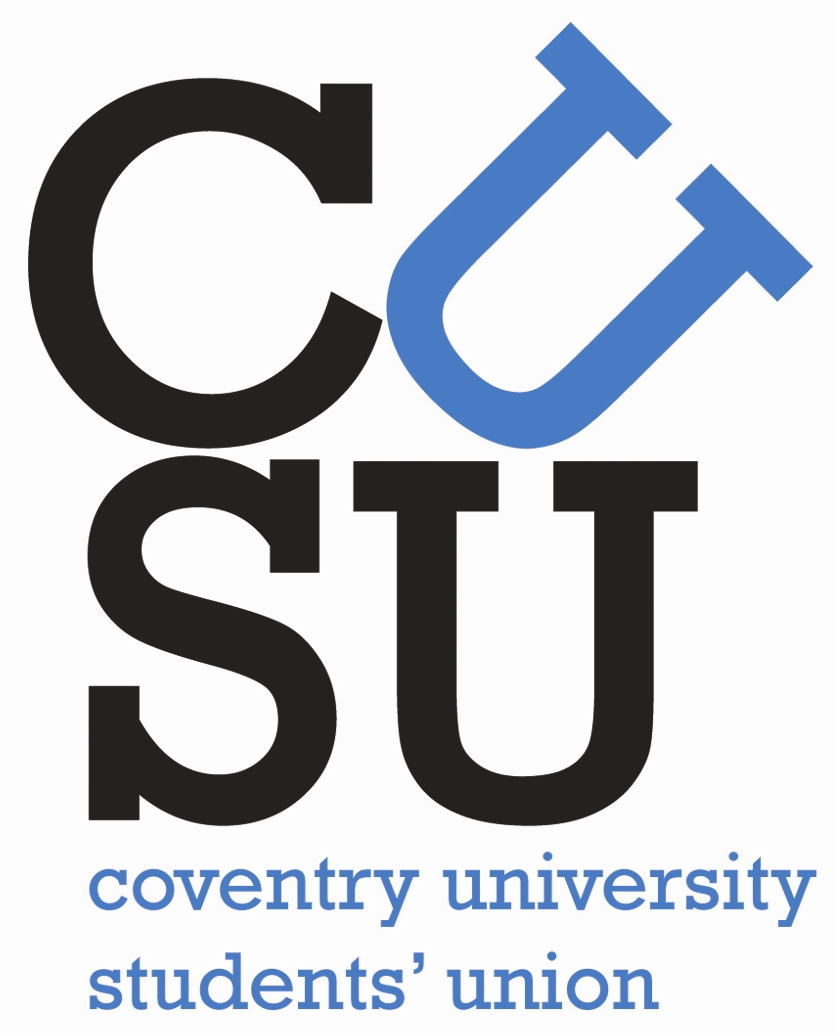
شعار اتحاد الطلبة

اتحاد طلاب جامعة كوفنتري هو مؤسسة خيرية مسجلة تعمل كمنظمة تمثيلية ومنظمة لحملات للطلاب في جامعة كوفنتري. يقع مقرها الرئيسي في مبنى The Hub ولديها مجموعة متنوعة من خدمات العضوية بما في ذلك دعم أكثر من 100 نادي وجمعية رياضية ومركز استشارات مجاني وقسم تطوعي. يملك الاتحاد وتدير ملهى ليلي مستقل.
يمثل الفريق الرياضي في الجامعة في خمس رياضات. تتنافس كوفنتري سنويًا مع جامعة وارويك في سلسلة من المباريات الرسمية وغير الرسمية على عدد من الرياضات المختلفة. كوفنتري هو أحد المشاركين في فورمولا ستيودنت من خلال فريق فونيكس ريسنج التابع لها، حيث أنهى المركز 42 من أصل 102 مشارك في عام 2012 وفاز بجائزة السيارة الأكثر كفاءة في استهلاك الوقود في عام 2011.
للطلبة محطة راديو تدعى سورس راديو.

## أشخاص بارزون

### خريجون
- نيل كارسون، الرئيس التنفيذي لشركة جونسون ماثي.[70]
- نيك باكلز، الرئيس التنفيذي لشركة جي فور إس الأمنية.[71]
- جون إيلي، خبير في الديناميكا الهوائية.[72]
- ديفيد يلاند، كاتب وصحفي.[73]
- ديفيد بورو، سياسي ونائب عن منطقة ساوث ريبل (1997-2010).[74]
- أندريا ماكلين، مذيع تلفزيوني.[75]
- إيما ماكغان، مغنية وكاتبة أغاني.[76]
- جون كيتلي، عالم الأرصاد الجوية[77]
- سيمون هايهو، تربوي ومؤلف
- جيري ماكجفرن، مدير تصميم لاند روفر
- سبنسر كيلي، مقدم برنامج التكنولوجيا في بي بي سي

### رؤساء الجامعة
- آلان ريتشموند (1970-1972)
- كيث ليج (1972-1975)
- جيفري هولرويدي (1975-1987)
- مايكل غولدشتاين (1987-1992)

### نواب المستشارين
- مايكل غولدشتاين (1992-2004)
- مادلين أتكينز (2004-2013)
- جون لاثام (2013-)

## وصلات خارجية
- الموقع الرسمي لجامعة كوفنتري